# جون ويلسون (لاعب دوري الرغبي)
جون ويلسون (بالإنجليزية: John Wilson)‏ هو لاعب دوري الرغبي أسترالي، ولد في 2 يوليو 1978 في كوفس هاربور في أستراليا.

## روابط خارجية
- جون ويلسون على موقع ItsRugby.co.uk (الإنجليزية)